# シバン (ユダヤ暦)
シバン（ヘブライ語: סִיוָן、英語: Sivan）はユダヤ暦の月。

## 概要
月名はバビロニア暦のSimanuに由来する。現代で使用されている政治暦では9月であるが、古代使用されていた宗教暦ではニサンの月から数えるため3月となる。詳しくはユダヤ暦#宗教暦と政治暦を参照のこと。
月の長さは30日間であり、グレゴリオ暦では、5月から6月の時期にあたる。

## 主な行事
- 6日、7日 - ペンテコステ（五旬節）